# 信愛幼稚園 (滋賀県草津市)
信愛幼稚園（しんあいようちえん、英称:Shinai Kindergarten）は、滋賀県草津市にあるキリスト教系（プロテスタント系）の私立幼稚園。学校法人草津キリスト教学園が運営を行っており、日本キリスト教団草津教会が運営の協力を行っている。
毎週木曜日の午前保育では「おあつまり」という名称で呼ばれる、園長のギター演奏による音楽や、読み聞かせを中心とした保育活動を行っている。
また、年4回程度開催される、チャペルコンサートを、チャペルコンサート実行委員会が主催し、市民向けのコンサートを行うとともに、保育時間中に行われる、リハーサルも公開され、年長児を中心に鑑賞を行っている。この活動を通じて、幼児期より聴く姿勢が身に付くことが実証されている。なお、8月第1日曜日に開催されるチャペルコンサートは、2005年、草津市の要請により開催された戦後60年祈念平和コンサートとして、第1回目が開催され、以来、平和を求めるメッセージと、合唱や音楽を中心にした、平和を求めるコンサートとして、定着している。
園舎は教会礼拝堂を一部共用して、園運営が行われているが、礼拝堂はW. M. ヴォーリズの設計に因るものである。

## 基礎データ
最寄駅
- JR草津駅

園長
- 奈良 譽夫

## 年間行事
- 4月 - 入園式、春の遠足
- 5月 - リ ユニオン
- 6月 - 花の日、人形劇、プール
- 7月 - DAYキャンプ、プール、年長児お泊まりキャンプ
- 8月 - 夏の預かり保育
- 9月 - 年長児図書館体験
- 10月 - 祖父母参観、運動会、芋掘り、秋の遠足、教会と合同のバザー
- 11月 - お楽しみ参観
- 12月 - クリスマス会、聖誕劇（ページェント）
- 1月 - 凧揚げ大会
- 2月 - 生活発表会、年長児お別れ合宿、一日体験入園
- 3月 - 年長児お別れ会、大掃除、卒園式